# Marketing do São Paulo Futebol Clube
Este é um resumo das ações de marketing do São Paulo Futebol Clube.

## Sócio-Torcedor

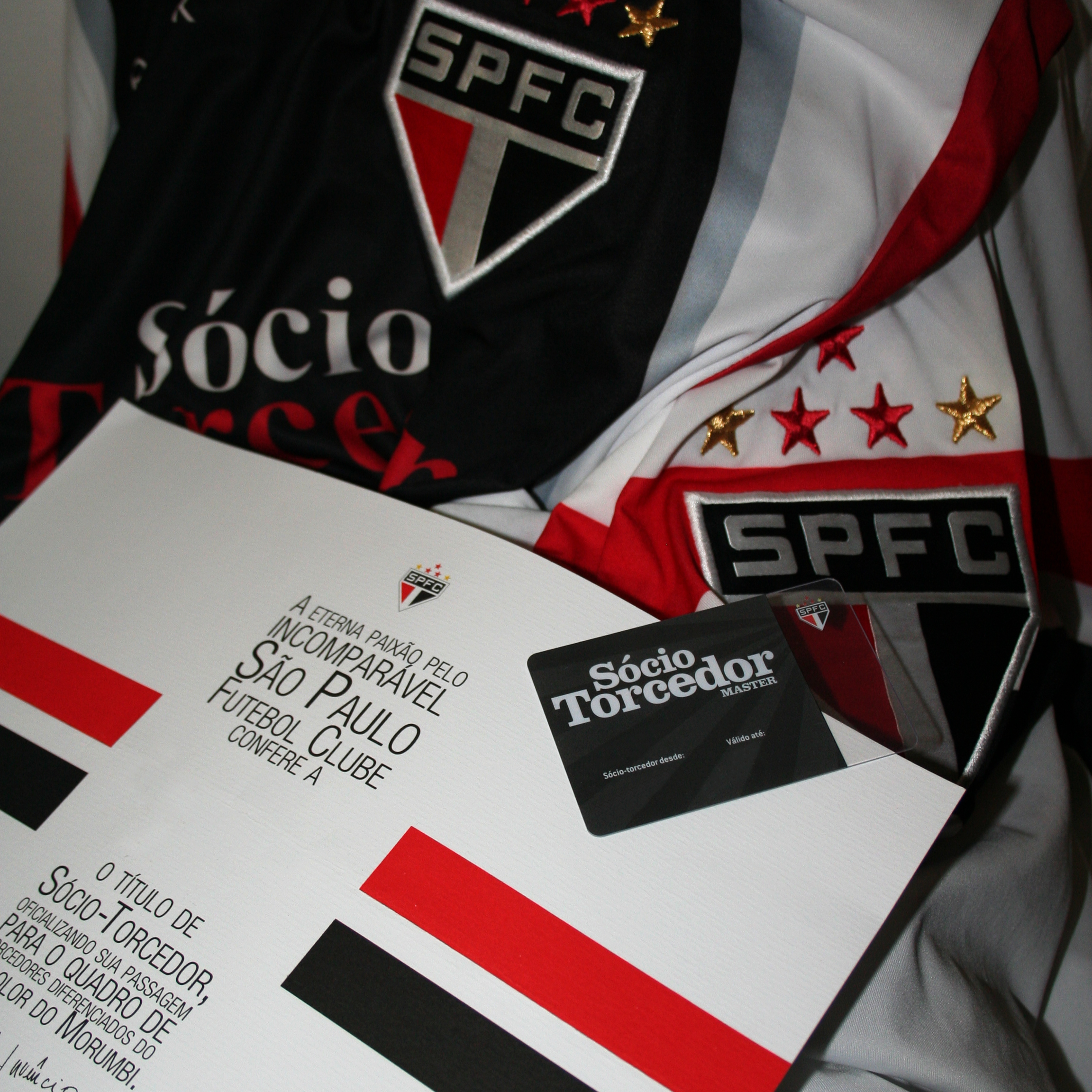
Kit de Sócio-Torcedor da categoria Master.

O programa Sócio-Torcedor visa trazer a torcida do Tricolor Paulista mais próxima ao clube e para isso conta com um programa de fidelização.
Ao associar-se, o torcedor ajuda o clube que, em troca, oferece vantagens como  cotas de ingressos mais baratas, uma camisa oficial e uma do programa e um certificado de Sócio-Torcedor. Além de descontos em diversos parceiros do clube e promoções que incluem desde camisas autografadas até visitas ao Morumbi.
O programa Sócio-Torcedor recebeu em 2008 o "9.º Prêmio Consumidor Moderno de Excelência em Serviços ao Cliente" pelos serviços prestados aos associados do programa. Tal prêmio coroa uma trajetória de sucesso que levou o São Paulo a ter a quarta maior quantidade de sócio-torcedores do Brasil com 42 mil adesões.
Além desses planos, o São Paulo FC lançou após a chegada do ídolo Luís Fabiano mais duas opções, o Plano "Fabuloso", na qual o são-paulino acompanha os jogos do Tricolor com conforto e qualidade no setor Fabuloso (acesso pelo portão 15 do estádio). O torcedor recebe kit com produtos licenciados do atacante, camisa oficial do São Paulo FC, entre outros benefícios. E o Plano "VIP", onde o conforto e a comodidade o associado terá de sobra! Com ele, o torcedor vai muito além de realizar os seus sonhos, já que também poderá realizar os dos pequenos são-paulinos, que poderão entrar em campo com o time como mascotes.

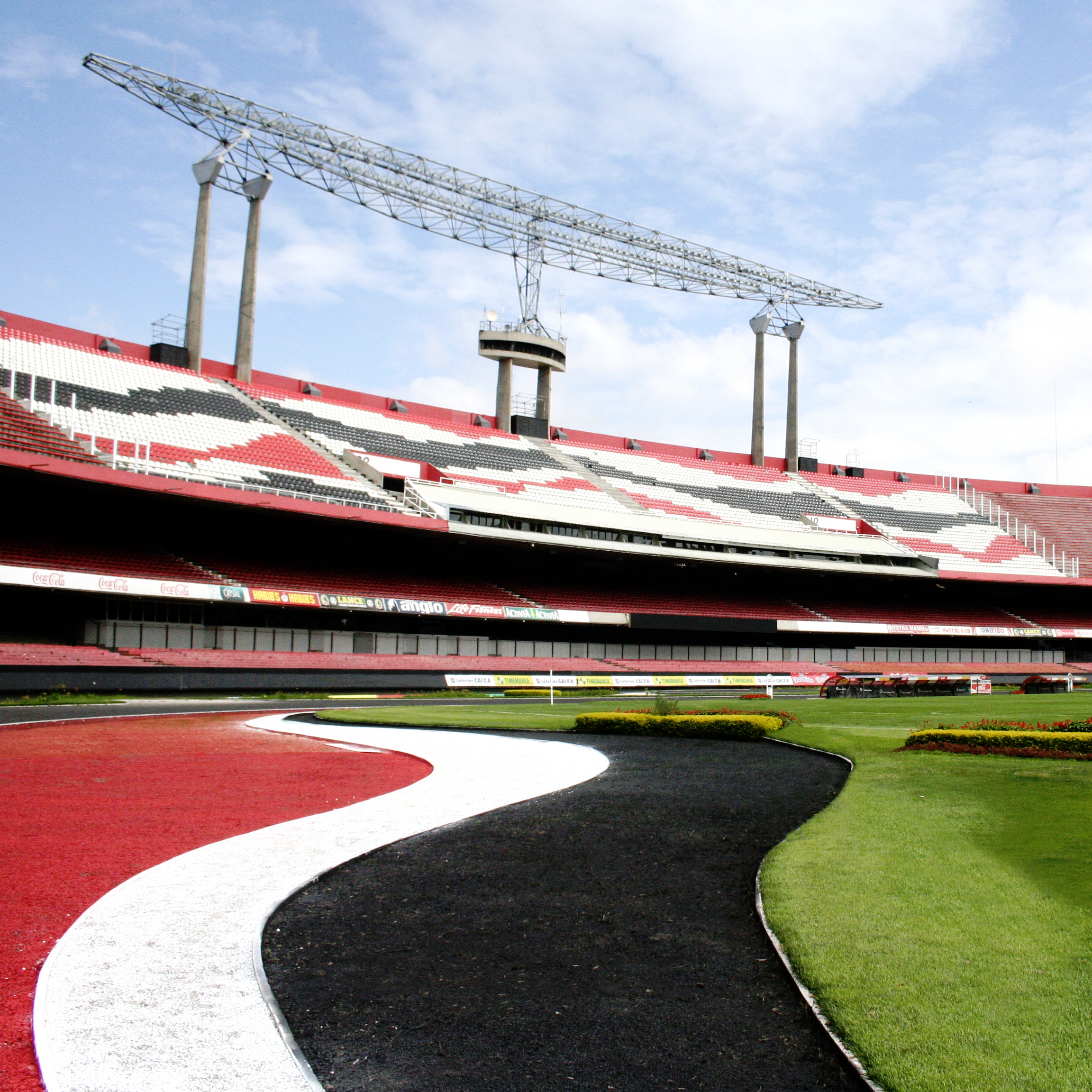
Primeira parte do setor destinado ao Passaporte Tricolor.

## Passaporte Tricolor
Seguindo a tendência dos clubes europeus, o São Paulo lançou no dia 23 de dezembro de 2008 em parceria com a Visa e a Outplan o Passaporte Tricolor, onde o torcedor do clube tem a chance de adquirir um passaporte válido para todos os jogos do Morumbi durante o ano.
Entre os benefícios estão assentos numerados e fixos, nome do comprador na cadeira, garantia do lugar por todos os jogos e uma camisa oficial do clube. Os setores inclusos no início são as cadeiras especiais e arquibancadas especiais, ambas no anel superior e a entrada é liberada com o próprio cartão de crédito utilizado na compra.

## Batismo Tricolor
Criado no dia 26 de agosto de 2006 para aumentar os laços entre os torcedores e o clube, o São Paulo possui o Batismo Tricolor, que apesar do nome, não possui vínculo com qualquer religião e pode ser feito por qualquer pessoa de qualquer idade. Com duração de 30 minutos, a pessoa batizada tem direito, além da "cerimônia", a duas fotos, um DVD da cerimônia, uma camisa do projeto, um "certificado de são-paulinidade", um bottom do projeto, um vaso de grama do Morumbi e uma vela.

## Embaixada São-paulina
Inaugurada no Rio de Janeiro no dia 3 de agosto de 2008, a primeira Embaixada São-Paulina é o início de um projeto para fortalecer o vínculo das torcidas presentes pelo Brasil afora. As embaixadas do São Paulo pelo país terão metas e atribuições no clube tais como ampliação de programas já executados pelo clube e ampliação da venda de produtos licenciados. A segunda embaixada criada foi em Brasília, poucos dias antes da partida final do Campeonato Brasileiro de 2008 contra o Goiás.

## SAOStore
Com o objetivo de oferecer aos torcedores produtos diferenciados e de altíssima qualidade, o São Paulo criou em parceria com a Reebok a SAO Store, uma rede de lojas da grife do clube. O nome SAO vem da identificação da cidade em aeroportos do Brasil e do mundo facilitando a assimilação com o clube inclusive para os turistas que podem contar, por enquanto, com cinco lojas na capital paulista, sendo uma delas na badalada rua Oscar Freire, uma em Campinas, uma em Ribeirão Preto e outra em Goiânia.

## São Paulo itinerante
Em parceria com a loja de artigos esportivos Roxos e Doentes, O São Paulo criou o São Paulo Itinerante, uma loja móvel que acompanha o clube em partidas no estado realizadas fora da capital. O clube quer, com isso, facilitar a aquisição de produtos do clube para pessoas que não possuem acesso aos itens oficiais. Para isso são disponibilizados milhares de itens além da distribuição de bandeiras e brindes e da presença do Santo Paulo, a mascote do clube.

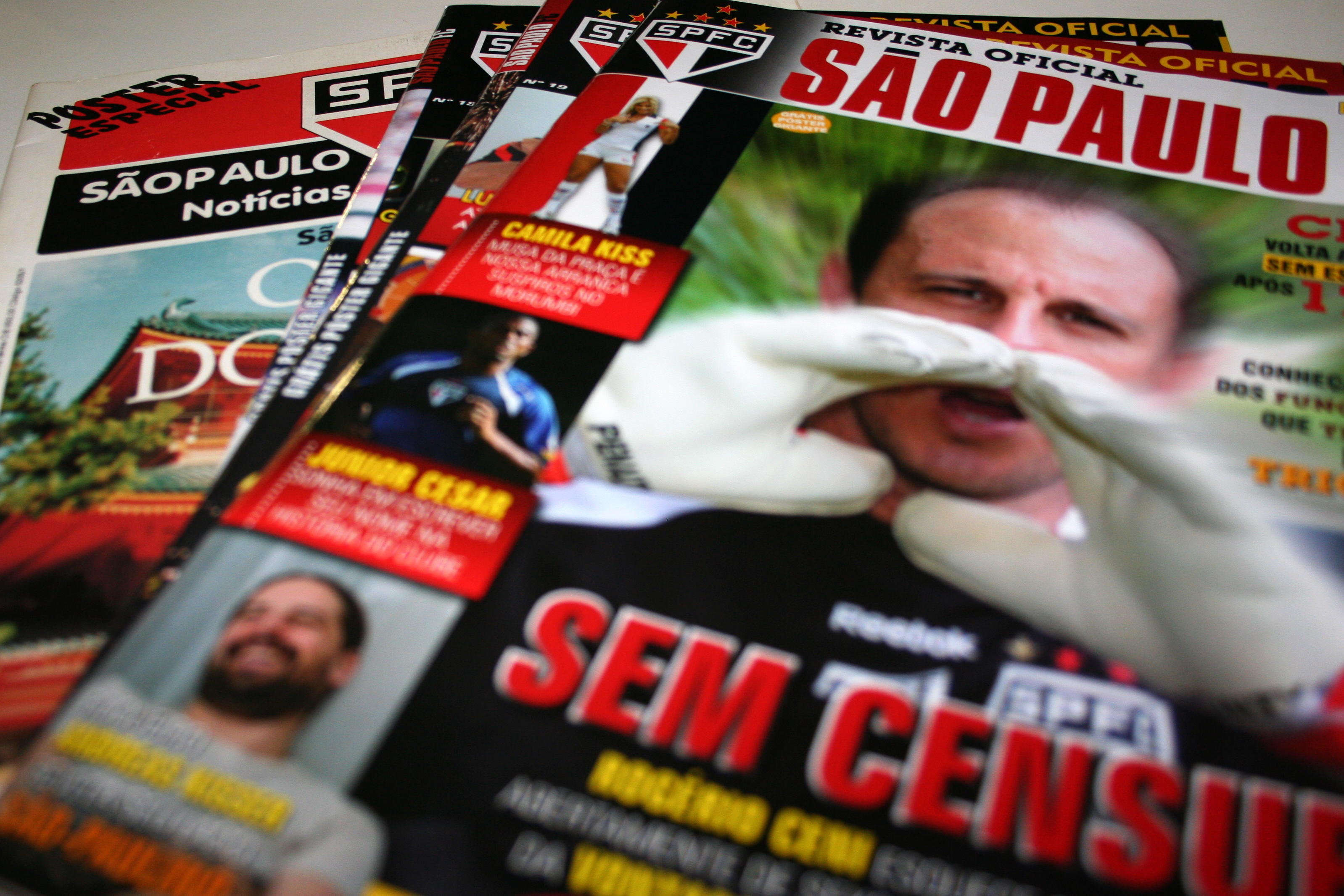
Revistas oficiais antigas e atuais do São Paulo.

## Publicações

### Revista oficial do São Paulo
Criada em 1949 com o nome de Tricolor, a revista oficial do clube já sofreu diversas modificações em seu nome porém sempre com curiosidades, entrevistas e matérias sobre o clube. Chamou-se, além de Tricolor, São Paulo Notícias — entre os finais dos anos 1980 e 90 — e Revista oficial do São Paulo — entre meados de 1997 até 2001. A partir de setembro de 2007 continuou a ser chamada Revista oficial do São Paulo, porém a contagem de suas edições recomeçou quando a Panini passou a editar a revista com edições mensais.

### Revista Preleção
Preleção é uma revista tipo match guides (em português: guias de jogos) do São Paulo Futebol Clube. A revista é editada e entregue, gratuitamente., no Morumbi, na área social e nas lojas do clube em dias de jogos. O conteúdo deste periódico faz referência aos dados sobre o clube e o adversário, os próximos jogos, a tabela das competições, reportagens especiais e curiosidades
Seu lançamento ocorreu no abril de 2010.

### Álbum São Paulo Histórico
O álbum de figurinhas histórico do São Paulo foi lançado em fevereiro de 2012. Feito pela Panini Comics, o álbum têm 186 figurinhas e conta a história do clube apresentando grandes ídolos, elencos vencedores, taças conquistadas e construção e evolução do patrimônio são-paulino. Além disso, há destaque para os projetos atuais e um quadro estatístico completo com as campanhas do Tricolor.

### Bíblia Tricolor
A Bíblia Tricolor é um livro que foi lançado em 2012, onde conta toda a história do São Paulo da fundação até os dias de hoje em formado de bíblia. Além disso, A publicação vem acomodada em uma caixa com mais diversos itens de colecionador. São várias reproduções de objetos que simbolizam momentos importantes da história são-paulina, como: Jornais e revistas com as manchetes das grandes conquistas e cartaz do Mundial Interclubes; Diploma do Guiness Book para Rogério Ceni, pelo maior número de gols marcados por um goleiro; Cards comemorativos da Série Morumbi 50 anos entre outros.

## Jogos para celular
Desenvolvidos pela Tectoy Digital, em parceria com a licenciadora Warner Bros., dois jogos para celular foram lançados baseados no São Paulo Futebol Clube. O primeiro 5-3-3 São Paulo Futebol Clube, e logo depois Pebolim do São Paulo Futebol Clube. Os jogos foram disponibilizados na maioria das operadoras de celulares do país.

## São PauloSports
O programa São Paulo Sports, que passa todos os domingos às 12 horas pela Rádio Trianon, é uma oportunidade dos torcedores do São Paulo interagirem com a direção do clube. Para isso, conta com uma equipe formada pelos jornalistas esportivos Eduardo Luís, o Ligeirinho, e pelo José Diniz Neto, para falar exclusivamente de assuntos relativos ao clube.

## MorumbiTour
Com o Morumbi abrigando a abertura da Copa do Mundo de 2014, o São Paulo firmou uma parceria com a São Paulo Covention & Visitors Bureau para colocar o estádio na rota do turismo em São Paulo e ampliar o projeto que já recebe centenas de pessoas por dia. Para isso, haverá divulgação em feiras e eventos promovidos pela entidade com o objetivo de mostrar aos visitantes da capital paulista um pouco mais sobre o Tricolor do Morumbi. Operado pela Passaporte FC, a agência de turismo do São Paulo FC, o Morumbi Tour conta com monitores especialmente treinados para guiar os visitantes através dos corredores e da história do Estádio, que se confunde com a própria trajetória do Tricolor. Ocasionalmente há visitas especiais acompanhadas por ídolos tricolores, como Careca.
A visita dura cerca de 90 minutos e conta com um percurso de fazer bater forte o coração dos são-paulinos. Desde o mirante, no topo da arquibancada, passando pelo Memorial, tribuna de honra e sala de imprensa, até a área de aquecimento e vestiários, o visitante terá uma experiência inesquecível. Momentos exclusivos em áudio e vídeo, além de uma brincadeira de chute a gol, dão ainda mais tempero à visita.
Saindo dos vestiários, o túnel de acesso ao campo, ao som dos gritos da torcida e, finalmente, o gramado do Morumbi! Lá, fotos ao lado do escudo do clube e no banco de reservas do Tricolor.
Indicado para pessoas de todas as idades, o Morumbi Tour é um programa imperdível para são-paulinos, amantes do futebol e turistas em geral!

## TV Soberano
A TV Soberano é um programa de televisão brasileiro produzido e exibido pelo BandSports, lançado 1 de novembro de 2011 e começado a ser exibido em 20 de janeiro de 2012. O programa foi feita com uma parceria entra o São Paulo Futebol Clube com o canal BandSports, é semanal e com 30 minutos de duração. O programa de televisão do São Paulo veicula histórias do presente e do passado do clube, com espaço também para outras modalidades além do futebol. O programa passa nas sextas-feiras, às 21h.

## Rádio São Paulo FC
A Rádio São Paulo FC é um canal de comunicação do São Paulo, que traz ao são-paulino informações exclusivas sobre tudo o que acontece no clube, além de duas programações musicais diferentes: Rádio São Paulo FC Hits, que tem um tom mais jovem, mescla sertanejo, pop, samba e pagode, e São Paulo FC Classics, que toca pop/rock internacional, pop/rock nacional e flashback. Além disso, a Rádio transmite ao vivo os jogos e treinos mais importantes, além de um programa de entrevistas com diversas personalidades tricolores, desde jogadores a torcedores ilustres.

## Arremate Tricolor
O Arremate Tricolor é um site de leilão de produtos do tricolor. O Arremate Tricolor permite aos são-paulinos adquirirem produtos exclusivos, que não estão à venda em nenhum outro canal, e por preços muito baixos. É uma iniciativa inovadora e vantajosa não apenas para o clube, mas para toda a torcida são-paulina.

## Tricolor Eletro
Em parceria inovadora no Brasil, o São Paulo FC e a Ricardo Eletro lançam a loja virtual "Tricolor Eletro", unidade licenciada que venderá eletrônicos, eletrodomésticos, brinquedos, games, perfumaria, cosméticos, DVDs e muito mais. Estarão à disposição dos torcedores todos os produtos que já são oferecidos pela Ricardo Eletro, exceto os licenciados e esportivos em razão do São Paulo FC já ter loja exclusiva neste segmento.

## Navio Tricolor
O São Paulo FC em parceria com o Passaporte FC e o MSC Cruzeiros realizará um cruzeiro entre 19 e 22 de abril de 2012 para comemorar o primeiro título Mundial do clube.
O navio sairá do porto de Santos, passará por Ilhabela e Búzios antes de retornar ao litoral paulista. Tudo com a alta qualidade da empresa líder do setor no Brasil, a MSC Cruzeiros. Durante os quatro dias, além de desfrutar da viagem o torcedor terá uma programação especial, que remete à inesquecível campanha de 1992.
Os jogadores confirmados na comemoração são: Cafu, Careca, Gilmar, Müller, Oscar, Palhinha, Pintado, Raí, Ronaldão, Ronaldo Luís, Serginho Chulapa, Darío Pereyra, Pita, Sidney, Válber e Pavão

## Marketing Champion
Visando formar profissionais capacitados a atuar na área de Marketing do Esporte, o São Paulo fez uma parceria em 2005 com a ESPM e criou o curso de pós-graduação em Administração e Marketing do Esporte - Marketing Champion. Com isso o Tricolor do Morumbi ajuda a abastecer o mercado com profissionais preparados e especializados na indústria do Esporte e do Futebol. Pela parceria, os alunos poderão visitar o ambiente do clube e vivenciar a profissão daqueles que trabalham diariamente com o setor além de receberem palestras dos profissionais do clube.

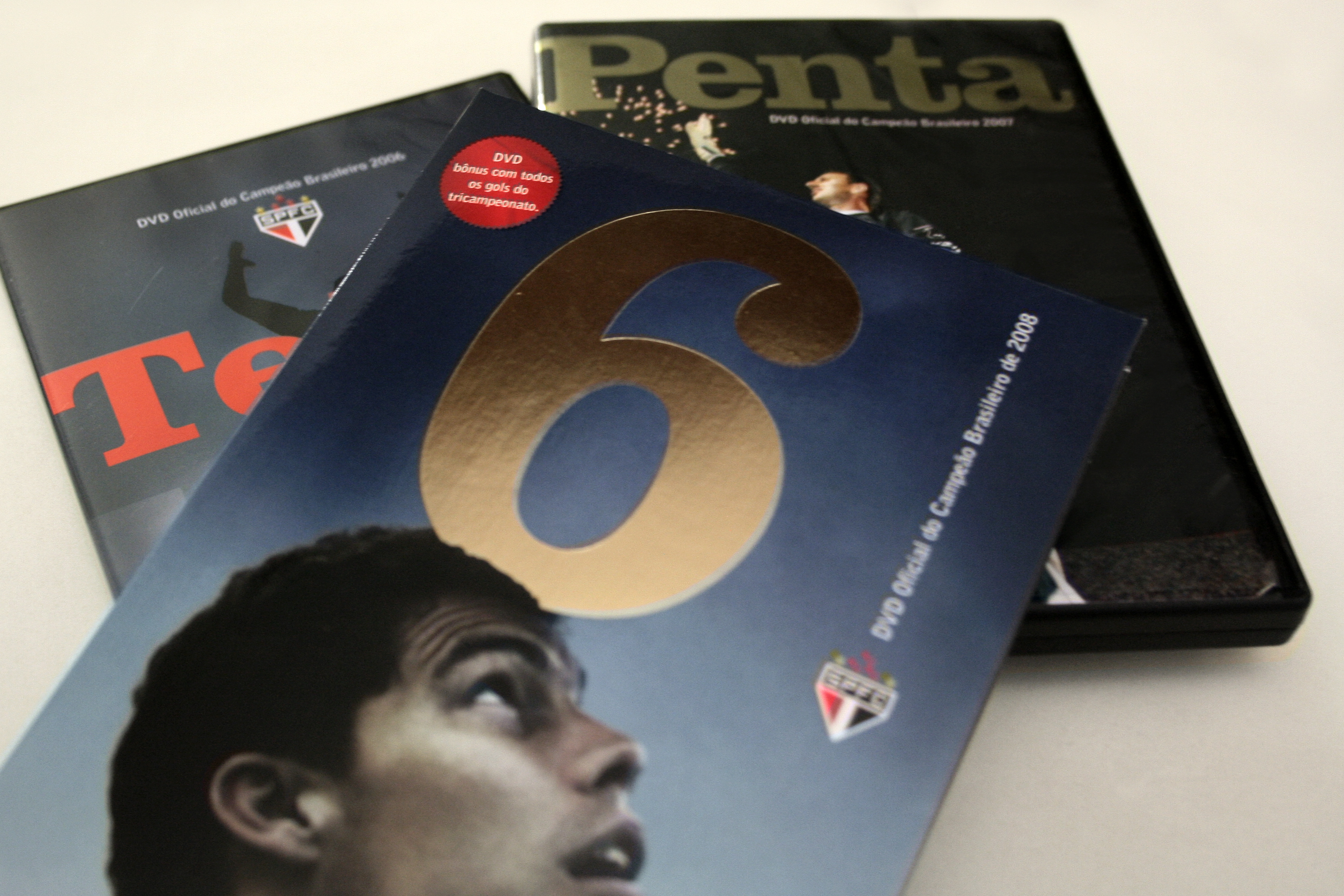
DVDs dos títulos do Campeonato Brasileiro.

## DVDs de títulos
O São Paulo lançou por três vezes consecutivas DVDs sobre as últimas conquistas no Campeonato Brasileiro. Os dois primeiros intitulados Tetra e Penta venderam 68 mil e 65 mil cópias, respectivamente. Alcançaram assim a marca de Disco de Platina com mais de 50 mil cópias vendidas e arrecadaram, juntos, cerca de quatro milhões de reais. No início de 2008 o São Paulo lançou ainda o DVD do tri-hexacampeonato brasileiro cuja meta é de vender 80 mil cópias.

### Soberano - Seis vezes São Paulo
O São Paulo lançou em setembro de 2010 um documentário longa-metragem em conjunto com a produtora G7 Cinema sobre a trajetória dos seis títulos nacionais que o clube possui. Fará isso sob a ótica dos torcedores com depoimentos e vídeos dos mesmos enviados pelo site do filme, mas não deixará de contar com depoimentos de jogadores que ajudaram o time a chegar ao patamar que se encontra hoje. O intuito do clube é apresentar primeiramente o filme no estado de São Paulo, para depois exibi-lo no restante do Brasil e até no exterior.

### DVD São Paulo Rogério Ceni 100 Gols
O dia 27 de março de 2011 entrou para a história de Rogério Ceni e do futebol mundial. Em um domingo de glória, o ídolo são-paulino atingiu a expressiva marca do seu centésimo gol. Mais do que um simples arqueiro, o Goleiro Artilheiro mostra ao longo de sua carreira o talento indiscutível embaixo das traves e a habilidade rara com a bola nos pés. O DVD São Paulo Rogério Ceni 100 Gols reúne registros exclusivos dessa trajetória e o momento que se eternizou com a sua típica jogada, uma cobrança perfeita de falta. O documento com imagens inéditas, encontros surpresas e muita emoção é contado por personagens que acompanharam de perto a coroação de um mito, entre eles: Muricy Ramalho, Zetti, Valdir de Moraes, Aloísio e Serginho Chulapa.

### Soberano 2 - A Heroica Conquista do Mundial de 2005
É um documentário longa-metragem que revive esse inesquecível campeonato. Feito pela mesma equipe de tricolores apaixonados que realizou " Soberano - Seis Vezes São Paulo ", o filme levará aos cinemas do Brasil as imagens inesquecíveis e aquelas que jamais foram vistas; os depoimentos reveladores dos craques que conduziram o time a essa conquista e as histórias impagáveis da torcida que não pára de crescer. Feito por, para e com são-paulinos, SOBERANO 2 não vai apenas contar uma história, mas reviver nas telas a majestade dos gramados, trazendo de volta a emoção da torcida que tem a alegria de apoiar o time mais vencedor do país do futebol. Soberano 2 – porque esse reino é nosso.